# 逃逸分析
在编译程序优化理论中，逃逸分析是一种确定指针动态范围的方法——分析在程序的哪些地方可以访问到指针。它涉及到指针分析和形状分析。
当一个变量(或对象)在子程序中被分配时，一个指向变量的指针可能逃逸到其它执行线程中，或是返回到调用者子程序。如果使用尾递归优化（通常在函数编程语言中是需要的），对象也可以看作逃逸到被调用的子程序中。如果一种语言支持第一类型的续体在Scheme和新泽西Standard ML中同样如此），部分调用栈也可能发生逃逸。
如果一个子程序分配一个对象并返回一个该对象的指针，该对象可能在程序中被访问到的地方无法确定——这样指针就成功“逃逸”了。如果指针存储在全局变量或者其它数据结构中，因为全局变量是可以在当前子程序之外访问的，此时指针也发生了逃逸。
逃逸分析确定某个指针可以存储的所有地方，以及确定能否保证指针的生命周期只在当前进程或线程中。

## 优化
编译器可以使用逃逸分析的结果作为优化的基础：
- 将堆分配转化为栈分配。如果某个对象在子程序中被分配，并且指向该对象的指针永远不会逃逸，该对象就可以在分配在栈上，而不是在堆上。在有垃圾收集的语言中，这种优化可以降低垃圾收集器运行的频率。
- 同步消除。如果发现某个对象只能从一个线程可访问，那么在这个对象上的操作可以不需要同步。
- 分离对象或标量替换。如果某个对象的访问方式不要求该对象是一个连续的内存结构，那么对象的部分（或全部）可以不存储在内存，而是存储在CPU寄存器中。

## 实际问题
在面向对象的编程语言中，动态编译器特别适合使用逃逸分析。在传统的静态编译中，方法重写使逃逸分析变得不可能，任何调用方法可能被一个允许指针逃逸的版本重写。动态编译器可以使用重载信息来执行逃逸分析，并且当相关方法被动态代码加载重写时，会重新执行分析。
Java编程语言的流行使得逃逸分析成为一个研究热点。Java的堆分配、内置线程和Sun HotSpot动态编译器的结合创建了一个关于逃逸分析优化的候选平台。逃逸分析最早是在Java标准版6中实现的。

## 例子 (Java)
```
class
 
Main
 
{
   

  
public
 
static
 
void
 
main
(
String
[]
 
args
)
 
{
     

    
example
();
   

  
}
   

  
public
 
static
 
void
 
example
()
 
{
     

    
Foo
 
foo
 
=
 
new
 
Foo
();
 
//alloc     

    
Bar
 
bar
 
=
 
new
 
Bar
();
 
//alloc     

    
bar
.
setFoo
(
foo
);
   

  
}

}
  

class
 
Foo
 
{}
  

class
 
Bar
 
{
   

  
private
 
Foo
 
foo
;
   

  
public
 
void
 
setFoo
(
Foo
 
foo
)
 
{
     

    
this
.
foo
 
=
 
foo
;
   

  
}

}

```

在这个示例中，创建了两个对象(用alloc注释)，其中一个作为方法的参数。方法setFoo()接收到foo参数后，保存Foo对象的引用。如果Bar对象保存在堆中，那么Foo的引用将逃逸。但在这种情况下，编译器可以使用逃逸分析确定Bar对象本身并没有逃逸example()的调用。这意味着Foo引用无法逃逸。因此，编译器可以安全地在栈上分配两个对象。

## 例子（Scheme）
在接下来的例子中，向量p不逃入g，所以它可以分配在栈上，然后在调用g之前从栈中删除。
```
(
define
 
(
f
 
x
)

    
(
let
 
((
p
 
(
make-vector
 
10000
)))

       
(
fill-vector-with-good-stuff
 
p
)

       
(
g
 
(
vector-ref
 
p
 
7023
))))

```

然而，如果有
```
(
define
 
(
f
 
x
)

    
(
let
 
((
p
 
(
make-vector
 
10000
)))

       
(
fill-vector-with-good-stuff
 
p
)

       
(
g
 
p
)))

```

然后p需要分配在堆上或(如果当f被编译时，编译器知道g )分配在栈上，如此需要做出改变，即在g被调用时，可以保持g。
如果计算续体（continuations）用于实现异常控制结构，逃逸分析通常可以发现以避免必须分配一个计算续体（continuation）并复制调用栈。例如，在
```
;;读取用户输入的scheme对象。如果所有的数字,

;;返回一个列表,有序包含所有。如果用户输入一个

;;不是一个数字,立即返回#f。

(
define
 
(
getnumlist
)

   
(
call/cc
 
(
lambda
 
(
continuation
)

     
(
define
 
(
get-numbers
)

        
(
let
 
((
next-object
 
(
read
)))

           
(
cond

              
((
eof-object?
 
next-object
)
 
'
())

              
((
number?
 
next-object
)
 
(
cons
 
next-object
 
(
get-numbers
)))

              
(
else
 
(
continuation
 
#f
)))))

     
(
get-numbers
))))

```

逃逸分析确定，被call/cc捕获的continuation不会逃逸，所以没有continuation结构需要被分配，唤醒continuation可以通过删除栈来实现。